# In der Weihnachtsbäckerei
In der Weihnachtsbäckerei ist ein deutsches Weihnachtslied, das der Musiker Rolf Zuckowski verfasste und komponierte. Das Lied wurde in der Folgezeit mehrfach gecovert.

## Inhalt und Hintergrund
Das Lied beschreibt den Hergang in einer Weihnachtsbäckerei, beziehungsweise beim Plätzchenmachen.
Rolf Zuckowski selbst beschreibt die Entstehungsgeschichte des Liedes wie folgt:

„Es war Anfang Dezember im Jahr 1986. Ich telefonierte nach einem Konzert in NRW, vermutlich Bochum, mit meiner Familie (mein erstes, gemietetes Autotelefon). Es hieß: ‚Wir backen Plätzchen‘. Meine Gedanken blieben während der ganzen Heimfahrt bei den backenden Kindern und meiner Frau. Als ich zu Hause ankam, waren die Plätzchen fertig und mein Lied auch, ich hatte es mir während der Fahrt ausgedacht. Mein Sohn Andreas, damals knapp drei Jahre alt, sang das neue Lied sofort auf dem Weg ins Bettchen. Er veränderte die Melodie aber so, dass die Schlusszeile des Refrains auch der Anfang des Liedes wurde.“

1987 erschien das Lied auf Rolf Zuckowskis Album Winterkinder. Im selben Jahr stellte er es bei einem Auftritt in der Fernsehshow Wetten, dass..? vor, es entwickelte sich daraufhin in Westdeutschland zu einem neuen Volkslied. Im Jahr 1992 brachte Zuckowski den Liederzyklus Die Jahresuhr heraus, in dem er das Lied für den Monat Dezember ausgewählt hatte. Dieser Zyklus wurde vom ZDF als Rolfs Liederkalender verfilmt und anschließend als Video veröffentlicht.

## Chartplatzierungen
| Periode   | Höchstplatzierung, GesamtwochenChartplatzierungen (Periode, Platzierungen, Wochen) | Höchstplatzierung, GesamtwochenChartplatzierungen (Periode, Platzierungen, Wochen) |
| Periode   | DE                                                                                 | AT                                                                                 |
| --------- | ---------------------------------------------------------------------------------- | ---------------------------------------------------------------------------------- |
| 2012/13   | DE99 (1 Wo.)DE                                                                     | —                                                                                  |
| 2013/14   | DE96 (1 Wo.)DE                                                                     | —                                                                                  |
| 2014/15   | DE75 (2 Wo.)DE                                                                     | —                                                                                  |
| 2015/16   | DE86 (1 Wo.)DE                                                                     | —                                                                                  |
|           |                                                                                    |                                                                                    |
|           |                                                                                    |                                                                                    |
| 2017/18   | DE98 (1 Wo.)DE                                                                     | —                                                                                  |
| 2018/19   | DE54 (4 Wo.)DE                                                                     | —                                                                                  |
| 2019/20   | DE38 (4 Wo.)DE                                                                     | —                                                                                  |
| 2020/21   | DE20 (6 Wo.)DE                                                                     | —                                                                                  |
| 2021/22   | DE28 (6 Wo.)DE                                                                     | AT42 (4 Wo.)AT                                                                     |
| 2022/23   | DE26 (6 Wo.)DE                                                                     | AT61 (4 Wo.)AT                                                                     |
| 2023/24   | DE20 (6 Wo.)DE                                                                     | AT41 (4 Wo.)AT                                                                     |
| 2024/25   | DE22 (6 Wo.)DE                                                                     | AT40 (4 Wo.)AT                                                                     |
| Insgesamt | DE20 (44 Wo.)DE                                                                    | AT40 (16 Wo.)AT                                                                    |

## Publikationen
Bücher
Des Weiteren erschienen ein Pappbilderbuch und ein Liederbuch mit Illustrationen von Julia Ginsbach:
- Rolf Zuckowski, Julia Ginsbach: In der Weihnachtsbäckerei. in: Bunte Liedergeschichten. Gerstenberg, Hildesheim 1996, ISBN 3-8067-4184-0.
- Rolf Zuckowski, Julia Ginsbach: In der Weihnachtsbäckerei. Coppenrath, Münster 2007, ISBN 3-8157-7858-1.

CD, Video und DVD
- Rolf Zuckowski und seine Freunde – Rolfs Liederkalender – Sing mit uns und Videoaufnahme der ZDF-Sendung 1992
- Rolf Zuckowski und seine Freunde – Das Beste aus dem ZDF, Universal Music Entertainment, Berlin 2004 (DVD)
- 2006 entstand ein gleichnamiger Fernsehfilm mit Rolf Zuckowski als er selbst[5]
- Rolf Zuckowski: In der Weihnachtsbäckerei. – Doppel-CD, Universal Music Entertainment, Berlin 2012[6]
- Rolf Zuckowski: Die Weihnachtsbäckerei – Das Musical-Hörspiel mit den Liedern von Rolf Zuckowski. Karussell (Universal Music) 2019

## Coverversionen
- 1996: Niko & Rudi (Album: Schneeflöckchen – Weissröckchen)[7]
- 2000: Wolfgang Petry (Album: Freudige Weihnachten)[8]
- 2015: Helene Fischer & Royal Philharmonic Orchestra (Album: Weihnachten)
- 2016: Otto Waalkes
- 2024: Eizbrand – In der Weihnachtsbäckerei (Album: Rookies & Friends Vol. 3)